# Nimlot của Hermopolis
Nimlot là một vị vua Ai Cập cổ đại của Hermopolis dưới thời vương triều thứ 25.

## Tiểu sử
Có khả năng rằng Nimlot là một người con trai của vua Osorkon III thuộc vương triều thứ 23, và có thể là ông đã được bổ nhiệm làm tổng đốc của Hermopolis bởi vị vua này, vào khoảng năm 754 TCN. Ông đã cưới một "hoàng hậu", Nestanetmeh, và tự xưng làm vua vào khoảng năm 749 TCN.
Vào thời điểm Nimlot cai trị, vị pharaoh người Kush Piye đang mở một chiến dịch chinh phục miền Trung và Hạ Ai Cập (khoảng 729-728 TCN).

Đầu tiên, Nimlot là một đồng minh/chư hầu của Piye, nhưng sau đó ông đã rút lui và gia nhập vào liên minh dưới sự lãnh đạo của Tefnakht. Sự trở mặt này đã khiến cho Piye ngay lập tức phản công: ông ta hành quân về phía bắc và bao vây Hermopolis cho tới khi Nimlot đầu hàng. Sau khi thành phố này bị chinh phục, Nimlot đã phải dâng nạp những cống phẩm quý giá cho Piye, bao gồm một con ngựa và một sistrum quý báu; Piye còn trách mắng ông vì tội đào ngũ và vì đã bỏ bê chuồng ngựa của mình.
Sau khi Nimlot quy hàng, tình hình đã trở nên có lợi hơn cho Piye, và ông ta đã thành công trong việc đánh bại liên minh của Tefnakht. Trên tấm Bia đá chiến thắng của Piye, Nimlot là một trong bốn vị vua ở vùng châu thổ bị đánh bại bởi vị vua người Nubia – những người còn lại là Iuput II của Leontopolis, Osorkon IV của Tanis và Peftjauawybast của Herakleopolis; trong số bốn người, Nimlot được miêu tả là đang đứng thay vì quỳ gối, vì lẽ rằng Piye đã chọn ông là người đối thoại, trong khi những người khác bị cho là "ô uế", do thực tế rằng họ đã ăn cá.
Sau đó, vào khoảng năm 725 TCN Nimlot đã được kế vị bởi Djehutyemhat.
Có một Nimlot khác được gọi là Nimlot E (hoặc Lamintu trong tiếng Akkad) đã cai trị thành phố Hermopolis khi người Assyria dưới sự lãnh đạo của Ashurbanipal xâm lược Ai Cập vào năm 667/666 TCN.